# Lee Seung Yeop
Lee Seung Yeop (en hangul, 이승엽; Daegu, Corea del Sur, 18 de agosto de 1976) es un beisbolista coreano que juega actualmente con los Samsung Lions en la KBO. Posee el récord de jonrones en una sola temporada, con 56 en 2003. El 2 de octubre de 2003 ante los Gigantes Lotte, superó la cifra de cuadrangulares de Sadaharu Oh con el número 55 del récord asiática máximo jonrones.
Su apodo es Rey Leo desde Leones Samsung y Seung-Tschang(lit. Maestro Seung) con partidarios japonés.
Se ganó la medal de oro en los Juegos Asiáticos de 2002 en Busán, de bronce en los Juegos Olímpicos de 2000 en Sídney y la medal de oro en los Juegos Olímpicos de 2008 en Pekín 2008.

## Récords
- Mayor número de jonrones en una temporada. (56 en 2003)
- Único jugador en haber sido elegido 5 veces como MVP en la historia de la Liga sur-coreana de Béisbol(1997, 1999, 2001-2003).

## Estadísticas
| AÑO                    | EDAD                   | EQUIPO                 | LIGA                   | Juegos | AB   | R    | H    | 2B  | 3B | HR  | RBI  | Robos | CS | BB  | SO   | AVE   | OBP   | SLG   | TB   | SH | SF | HBP | GDP |
| ---------------------- | ---------------------- | ---------------------- | ---------------------- | ------ | ---- | ---- | ---- | --- | -- | --- | ---- | ----- | -- | --- | ---- | ----- | ----- | ----- | ---- | -- | -- | --- | --- |
| 1995                   | 19                     | Leones Samsung         | LCB                    | 121    | 365  | 55   | 104  | 29  | 1  | 13  | 73   | 0     | 3  | 33  | 54   | 0.285 | 0.345 | 0.477 | -    | 0  | 9  | 4   | 4   |
| 1996                   | 20                     | Leones Samsung         | LCB                    | 122    | 459  | 57   | 139  | 32  | 6  | 9   | 76   | 4     | 1  | 34  | 42   | 0.303 | 0.354 | 0.458 | -    | 4  | 6  | 5   | 10  |
| 1997                   | 21                     | Leones Samsung         | LCB                    | 126    | 517  | 96   | 170  | 37  | 3  | 32  | 114  | 5     | 2  | 49  | 79   | 0.329 | 0.391 | 0.598 | -    | 5  | 5  | 6   | 10  |
| 1998                   | 22                     | Leones Samsung         | LCB                    | 126    | 477  | 100  | 146  | 32  | 2  | 38  | 102  | 0     | 2  | 78  | 97   | 0.306 | 0.404 | 0.621 | -    | 0  | 8  | 5   | 4   |
| 1999                   | 23                     | Leones Samsung         | LCB                    | 132    | 486  | 128  | 157  | 33  | 2  | 54  | 123  | 10    | 2  | 112 | 114  | 0.323 | 0.458 | 0.733 | -    | 10 | 4  | 12  | 7   |
| 2000                   | 24                     | Leones Samsung         | LCB                    | 125    | 454  | 108  | 133  | 33  | 0  | 36  | 95   | 4     | 5  | 80  | 113  | 0.293 | 0.404 | 0.604 | -    | 4  | 3  | 7   | 5   |
| 2001                   | 25                     | Leones Samsung         | LCB                    | 127    | 463  | 101  | 128  | 31  | 2  | 39  | 95   | 4     | 2  | 96  | 130  | 0.276 | 0.412 | 0.605 | -    | 4  | 3  | 12  | 6   |
| 2002                   | 26                     | Leones Samsung         | LCB                    | 133    | 511  | 123  | 165  | 42  | 2  | 47  | 126  | 1     | 2  | 89  | 109  | 0.323 | 0.436 | 0.689 | -    | 1  | 2  | 15  | 11  |
| 2003                   | 27                     | Leones Samsung         | LCB                    | 131    | 479  | 115  | 144  | 23  | 0  | 56  | 144  | 7     | 0  | 101 | 89   | 0.301 | 0.428 | 0.699 | -    | 7  | 6  | 10  | 11  |
| Total carrera Coreana  | Total carrera Coreana  | Total carrera Coreana  | Total carrera Coreana  | 1143   | 4211 | 883  | 1286 | 292 | 18 | 324 | 948  | 35    | 19 | 672 | 827  | 0.305 | 0.410 | 0.614 | -    | 35 | 46 | 76  | 68  |
| 2004                   | 28                     | Chiba                  | LJB                    | 100    | 333  | 50   | 80   | 20  | 4  | 14  | 50   | 1     | 2  | 42  | 88   | 0.240 | 0.328 | 0.450 | 150  | 1  | 3  | 3   | 6   |
| 2005                   | 29                     | Chiba                  | LJB                    | 117    | 408  | 64   | 106  | 25  | 2  | 30  | 82   | 5     | 4  | 33  | 79   | 0.260 | 0.315 | 0.551 | 225  | 0  | 3  | 1   | 9   |
| 2006                   | 30                     | Yomiuri                | LJB                    | 143    | 524  | 101  | 169  | 30  | 0  | 41  | 108  | 5     | 1  | 56  | 126  | 0.323 | 0.389 | 0.615 | 322  | 0  | 7  | 5   | 5   |
| 2007                   | 31                     | Yomiuri                | LJB                    | 137    | 541  | 84   | 148  | 29  | 2  | 30  | 74   | 4     | 3  | 38  | 119  | 0.274 | 0.322 | 0.501 | 271  | 2  | 1  | 1   | 8   |
| 2008                   | 32                     | Yomiuri                | LJB                    | 45     | 153  | 21   | 38   | 4   | 0  | 8   | 27   | 1     | 0  | 11  | 37   | 0.248 | 0.324 | 0.431 | 66   | 0  | 0  | 6   | 3   |
| Total carrera Japonesa | Total carrera Japonesa | Total carrera Japonesa | Total carrera Japonesa | 542    | 1959 | 320  | 541  | 108 | 8  | 123 | 341  | 16    | 10 | 180 | 449  | 0.276 | 0.339 | 0.528 | 1034 | 3  | 14 | 16  | 31  |
| Total carrera          | Total carrera          | Total carrera          | Total carrera          | 1685   | 6170 | 1203 | 1827 | 400 | 26 | 447 | 1289 | 51    | 29 | 852 | 1276 | 0.284 | 0.358 | 0.552 | 1034 | 38 | 60 | 92  | 99  |